# Benjamin Constant, Amazonas
Benjamin Constant este un oraș în unitatea federativă Amazonas (AM) din Brazilia.